# Kurt Alder
Kurt Alder (ur. 10 lipca 1902 w Königshütte (obecnie Chorzów), zm. 20 czerwca 1958 w Kolonii) – profesor nauk chemicznych, laureat Nagrody Nobla z chemii w 1950 roku za odkrycie i badania nad reakcjami skoordynowanymi z udziałem dienów.

## Życiorys

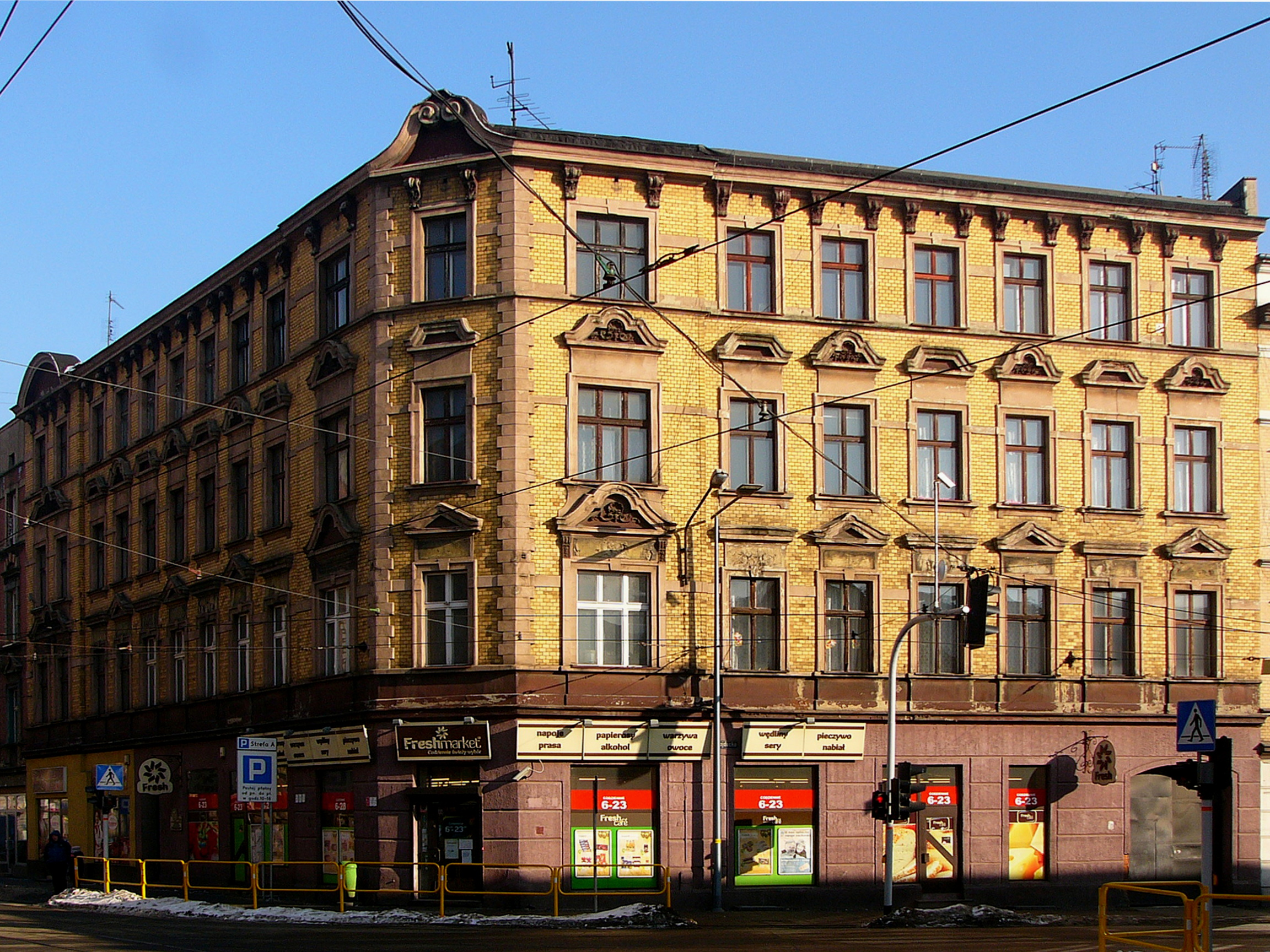
Dom w Chorzowie, w którym urodził się Kurt Alder

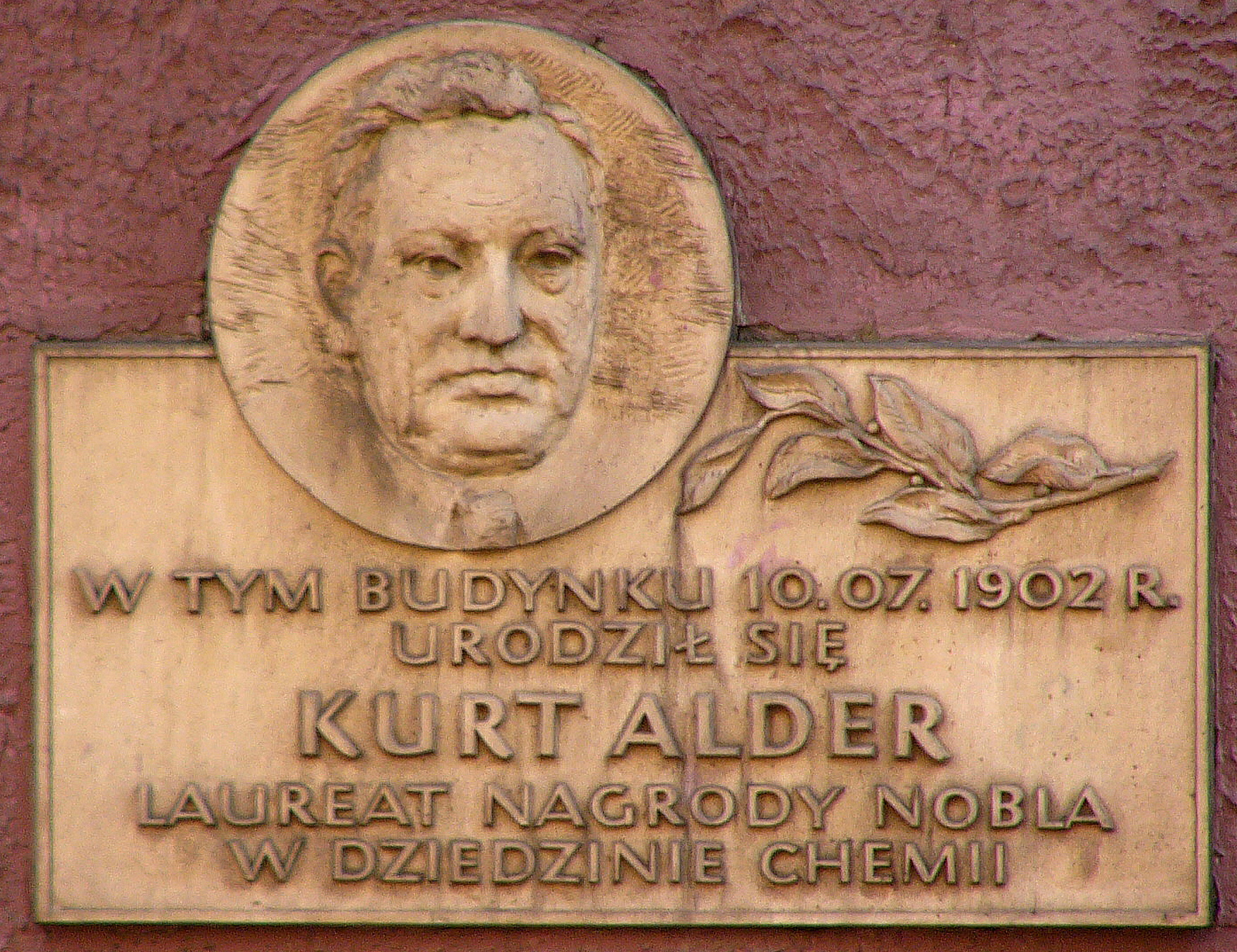
Tablica pamiątkowa na ścianie domu przy ul. Wolności 59 w Chorzowie

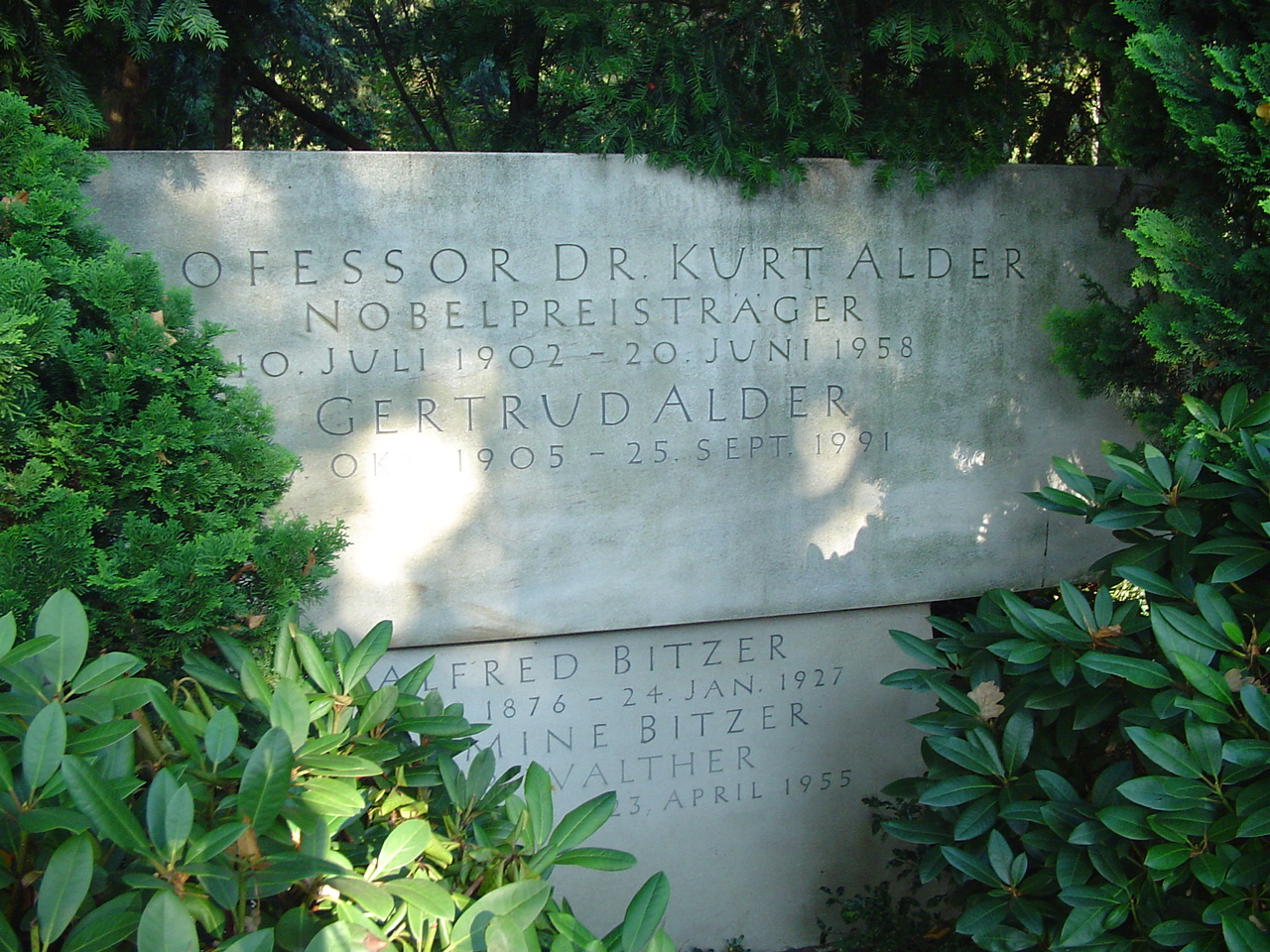
Płyta nagrobna Kurta Aldera

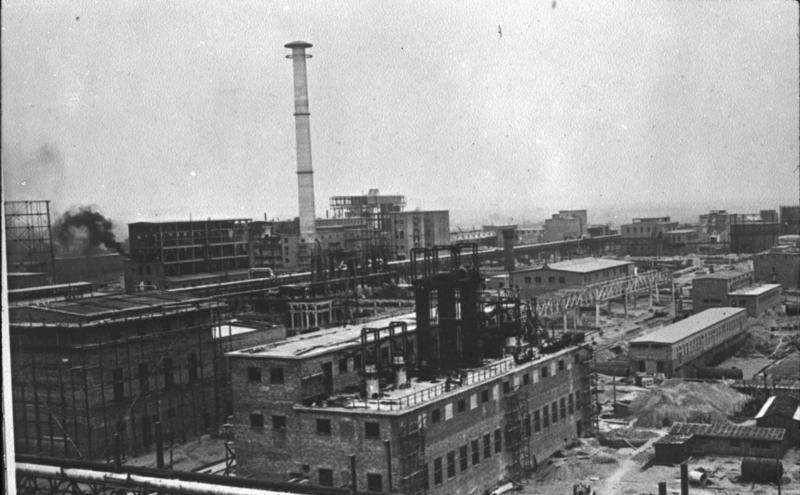
Należące do IG Farben zakłady produkujące kauczuk „Buna-Werke Auschwitz” w Monowicach

Rodzice Kurta posiadali pochodzenie chłopskie. Urodził się jako najstarsze dziecko Josepha i Marii. Ojciec, urodzony w 1873 w Szybowicach koło Prudnika, zajmował stanowisko nauczyciela mianowanego początkowo w szkole powszechnej nr III, a następnie nr V w Królewskiej Hucie. Młodość spędził w Chorzowie. Edukację szkolną rozpoczął 1 kwietnia 1908 roku w męskiej szkole powszechnej nr V, w której nauczał jego ojciec, następnie Wyższej Szkole Realnej o profilu matematyczno-przyrodniczym. Rodzina Alderów przeżyła w Królewskiej Hucie okres powstań śląskich i plebiscytu.
Po zdaniu matury przez Kurta, w związku z podziałem pruskiej prowincji Śląsk, rodzina przeniosła się do Berlina, gdzie Alder rozpoczął studia na Uniwersytecie Humboldtów. Po semestrze zimowym przenieśli się do Kilonii, gdzie Alder kontynuował studia na Uniwersytecie Chrystiana Albrechta i w 1924 roku uzyskał absolutorium. Swymi postępami w nauce zwrócił na siebie uwagę ówczesnego dyrektora Instytutu Chemii Ottona Dielsa. Diels prowadził wtedy badania nad reakcją addycji estrów kwasu azodikarboksylowego do związków nienasyconych. Alder efekt swoich badań pod kierunkiem Dielsa uwieńczył pracą doktorską pod tytułem O przyczynie i przebiegu reakcji estru kwasu azodikarboksylowego, którą obronił 24 lipca 1926 roku. Praca ta została wyróżniona i ogłoszona drukiem w lipskim wydawnictwie naukowym, a zadedykowana rodzicom. Kurt Alder dołączył na stałe do zespołu badawczego Ottona Dielsa.
Od początku 1927 roku pod kierunkiem Ottona Dielsa pracował nad reakcjami pericyklicznymi węglowodorów nienasyconych. Pierwsze wyniki badań opublikowali w 1928 roku w Justus Liebigs Annalen der Chemie. W publikacji tej po raz pierwszy pojawiło się pojęcie syntezy dienowej, obecnie znanej pod nazwą reakcji Dielsa-Aldera, pierwszy przykład procesu chemicznego zachodzącego z mechanizmem skoordynowanej cykloaddycji. W sumie opublikował na ten temat ponad 150 prac naukowych.
W 1930 roku habilitował się na wydziale filozoficznym Uniwersytetu Kilońskiego, uzyskując tym samym prawo do prowadzenia wykładów uniwersyteckich. Objął stanowisko docenta prywatnego. 15 września 1934 roku premier Prus Hermann Göring mianował go profesorem nadzwyczajnym.
W grudniu 1936 roku objął stanowisko kierownika laboratorium w zakładach IG Farben w Leverkusen, gdzie pracował nad kauczukiem syntetycznym „Buna”. W 1940 roku objął na Uniwersytecie w Kolonii kierownictwo Katedry Chemii Eksperymentalnej i Technologii Chemicznej oraz funkcję dyrektora Instytutu Chemii na tej uczelni.
W latach 1949–1950 pełnił funkcję dziekana wydziału Filozoficznego Uniwersytetu w Kolonii. W grudniu 1950 roku otrzymał wraz z Ottonem Dielsem Nagrodę Nobla za odkrycie syntezy dienowej.
W 1955 roku wziął udział w spotkaniu niemieckich laureatów Nagrody Nobla w Lindau nad Jeziorem Bodeńskim, które zostało zorganizowane z inicjatywy hrabiego Bernadotte. Uchwalono na nim manifest z Lindau, wzywający do zakazu użycia broni atomowej.
Na kilka miesięcy przed śmiercią poślubił Gertrudę Bitzer.

## Upamiętnienie
W roku 1979 na cześć Kurta Aldera jeden z kraterów na Księżycu został oficjalnie nazwany „Alder”. W roku 2006 krater towarzyszący otrzymał nazwę „Alder E”.